# Peter Swan
Peter Swan (født 8. oktober 1936 i South Elmsall, Yorkshire, død 21. januar 2021) var en engelsk fodboldspiller, der var aktiv som fodboldspiller fra 1952 til 1974. Efterfølgende var han manager i Matlock Town, Worksop Town og Buxton. Han deltog ved VM i fodbold 1962.
Han var en del af den engelske spilleskandale i 1962, hvor han sammen med Tony Kay og David Layne spillede på, at deres eget hold, Sheffield Wednesday, ville tabe udekampen til Ipswich Town F.C..